# Синва-кай

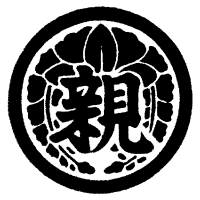
Даймон Синва-кай

Синва-кай (яп. 親和会) — преступная группировка в японской мафии якудза, базирующаяся в городе Такамацу, префектуре Кагава на острове Сикоку. Синва-кай насчитывает около 70 активных членов.

## История
Такамацу Синва-кай был переименован в Синва-кай в 1971 году. Синва-кай был зарегистрирован как «указанная группа якудза» согласно Закону о контрмерах по отношению к организованной преступности в декабре 1992 года.

## Состояние

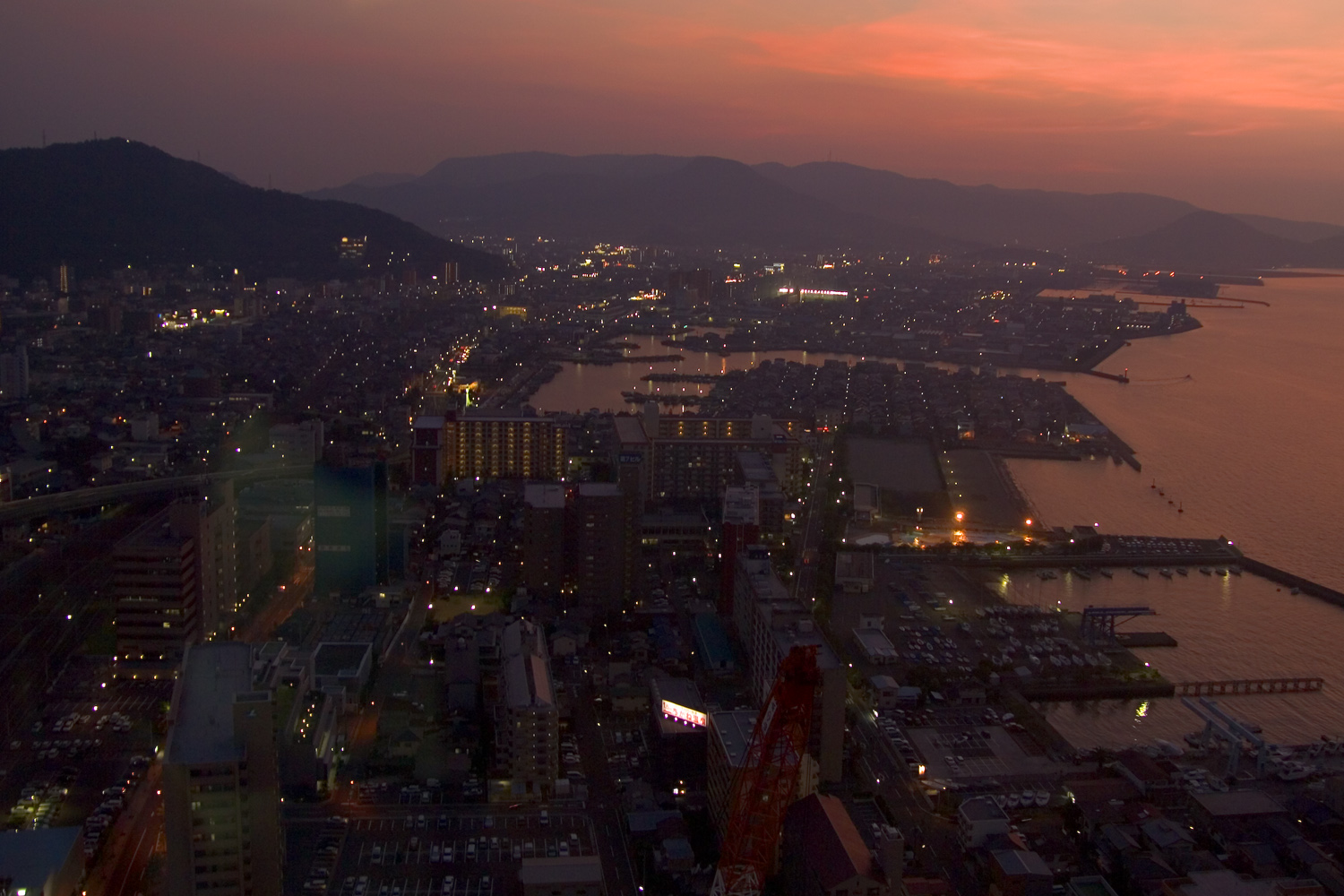
Такамацу

Синва-кай базируется в городе Такамацу в префектуре Кагава с момента своего основания, и является единственной «указанной группой якудза», чья штаб-квартира расположена в регионе Сикоку. Синва-кай — один из четырёх подобных синдикатов якудза, активных в префектуре Кагава, другие три: Ямагути-гуми, Сумиёси-кай и Кёдо-кай.
С 1996 года Синва-кай является членом противостоящей Ямагути-гуми федерации Гося-кай с четырьмя другими группировками якудза из региона Тюгоку: Кёсэй-кай, Кёдо-кай, Асано-гуми и Года-икка.